# Troféu HQ Mix de melhor arte-finalista nacional
Arte-finalista nacional é uma das categorias do Troféu HQ Mix, premiação brasileira dedicada aos quadrinhos que é realizada pela Associação dos Cartunistas do Brasil (ACB) e pelo Instituto do Memorial das Artes Gráficas do Brasil (IMAG) desde 1989.

## História
Em 2016, o Troféu HQ Mix criou a categoria "Colorista / Arte-finalista", na qual foram indicados tanto trabalhos voltados para a colorização quanto arte-final (a ganhadora foi de Cris Peter, por seu trabalho como colorista). No ano seguinte, o prêmio foi dividido em duas categorias independentes, passando a existir tanto "Colorista nacional" quanto "Arte-finalista nacional".
A categoria "Arte-finalista nacional" é destinada a premiar arte-finalistas brasileiros com base em sua produção do ano anterior ao da realização da cerimônia. Os vencedores são escolhidos por votação entre profissionais da área (roteiristas, desenhistas, jornalistas, editores, pesquisadores etc.) a partir de uma lista de dez indicados elaborada pela comissão organizadora do evento.

## Vencedores e indicados
| Ano  | Desenhista                        | Obra(s)                                           | Outros indicados | Nota(s)       |
| ---- | --------------------------------- | ------------------------------------------------- | --- | ------------- |
| 2017 | Omar Viñole                       | Cadernos de Viagem, Yeshua Absoluto, Zé do Caixão | - Adriana Melo (MEMÓRIAS DO MAURICIO) - Danilo Beyruth (ASTRONAUTA – ASSIMETRIA, MEMÓRIAS DO MAURICIO) - Davi Calil (UMA NOITE EM L’ENFER) - Eduardo Damasceno e Luís Felipe Garrocho (Bidu: Juntos) - Fabio Coala (HORO – O CASTELO DA NEBLINA) - GEORGE SCHALL (HITOMI) - GUILHERME PETRECA (YE) - JOSÉ AGUIAR (COISAS DE ADORNAR PAREDES) - MIKA TAKAHASHI (ALÉM DOS TRILHOS)                                                                      | [ 2 ] [ 3 ]   |
| 2018 | Lu Cafaggi e Vitor Cafaggi        |                                                   | - Adriano Di Benedetto - Aline Zouvi - André Vazzios - Artur Fujita - Gustavo Ravaglio, Her Ming Hsu Yen e Magnon Almeida - Orlandeli - Ricardo Antunes - Thiago Souto - Will | [ 4 ] [ 5 ]   |
| 2019 | Wagner Willian                    | O Martírio de Joana Dark Side                     | - Bruno Brunelli (Pontos Ilustrados) - Chairim Arrais (RED +18) - Denis Mello (Teocrasília) - Emerson Rodrigues (Cidade Buraco) - Luiza Nasser (Lume) - Marcio Gotland (Greg) - Rodrigo de Freitas (ELO) - Verônica Saiki (Crianças) - Wal Souza (A Lenda de Bóia) | [ 6 ] [ 7 ]   |
| 2020 | Shiko Três Buracos                | Shiko Três Buracos                                | - Al Stefano (Salseirada) - Alex Genaro (Valkíria) - André Vazzios (Tuhú e o Andarilho do Tempo) - Chairim Arrais (E8!) - Felipe Fox (Seedtown) - Luciano Salles (Grand Prix Metanoia) - Mario Cau (Monstruário Volume 2) - Santtos (Blackout 2) - Victor Harmatiuk (Shimra) | [ 8 ] [ 9 ]   |
| 2021 | Ana Luiza Koehler Beco do Rosário | Ana Luiza Koehler Beco do Rosário                 | - Alex Genaro (Valkíria: Guerra Fria) - Amanda Freitas (The Flower Pot) - Ana Mei (Cordélia) - André Meister (Semblant: Blood Chronicles) - Camilo Solano (Cascão: Temporal) - Crystieê Santos Barros (Ajuricaba) - Lucas Marques (Ritos de Passagem: Quando Éramos Irmãos) - Rodrigo de Freitas (Petrus) - Shiko (Carniça e a Blindagem Mística nº 1)                                                                                                | [ 10 ] [ 11 ] |
| 2022 | Alcimar Frazão Lovistori          | Alcimar Frazão Lovistori                          | - Daniel HDR (De Onde Viemos?) - Débora Santos (Luzia) - Juliana Moon (Sangue Quente) - Lino Arruda (Montrans) - Marcello Quintanilha (Escuta, Formosa Márcia) - Mario Cau (Anne de Green Gables em Quadrinhos) - Mário César (Bendita Cura nº 3) - Max Andrade (Elemento Incomum) - Orlandeli (O Mundo de Yang: Dois Cortes) - Roberta Cirne (O Esqueleto: Chronica Phantastica de Olinda) - Wanderson de Souza (O Médico e o Monstro em Quadrinhos) | [ 12 ] [ 13 ] |
| 2023 | Marcelo D'Salete Mukanda Tiodora  | Marcelo D'Salete Mukanda Tiodora                  | - Alex Rodrigues (Fronteiras) - André Diniz (T.A.T.T.O.O.: À Flor da Pele) - Bräo (Le: Mönet) - Danilo Beyruth (Astronauta: Convergência) - Eloar Guazzelli (Cartilagem) - Erica Awano (Holy Avenger: Paladina Volume 2) - Melissa Garabeli (Calmaria) - Olavo Costa (O Menino Rei) - Paulo Crumbim (Andei Por Entre as Frestas e Te Trouxe Flores, Pedras e Algumas Miudezas) - Sam Hart (10 Dias Perdidos) - Verônica Berta (Princesa de Areia)     | [ 14 ] [ 15 ] |